# Кровля

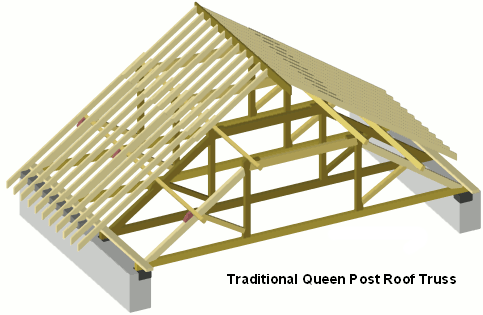
кровельные балки, которые служат рёбрами жёсткости, позволяющие кровле выдерживать нагрузку атмосферных осадков, одновременно с тем сохранять сравнительно небольшой вес

Кро́вля — верхний элемент покрытия здания, подвергающийся атмосферным воздействиям. Главной её функцией является защита внутренних помещений от негативного влияния атмосферных осадков. Важные требования к конструкции – лёгкость, долговечность, экономичность в изготовлении и эксплуатации.
Кровля состоит из несущего слоя (обрешётки, сплошного настила, стяжки), который держится на несущей конструкции крыши (стропила), слоёв изоляции (гидроизоляция, теплоизоляция, пароизоляция) и покрытия, охраняющего изоляцию от воздействия окружающей среды. Кровля может быть в разной степени утеплена. С внутренней стороны конструкций крыши может применяться пароизоляция, чтобы предотвратить попадания тёплого воздуха в утеплитель, что может привести к образованию конденсата в связи с достижением точки росы в нём.
Чтобы с кровли на плоских крышах эффективно скатывалась вода, они имеют, как правило, небольшой уклон, который способствует стоку воды.
Так как кровля напрямую подвергается воздействиям окружающей среды, она должна быть водонепроницаемой, влагоустойчивой, стойкой к агрессивным химическим веществам, солнечной радиации и резким перепадам температур, не должна подвергаться короблению, растрескиванию, и разрушаться из-за нагрева солнцем.

## Материалы
- Рубероид — в основном рубероид применяют как материал для гидроизоляции кровли, фундаментов и подвалов;
- Линокром — наиболее применяемый материал в плоских кровлях и кровлях с малыми уклонами;
- Поливинилхлоридные (ПВХ) мембраны — современный полимерный гидроизоляционный материал на основе пластифицированного поливинилхлорида;
- Асбесто-цементные листы (шифер);
- Профнастил представляет собой профилированный стальной лист, оцинкованный, окрашенный или с иным покрытием;
- Листовая оцинкованная сталь используется в фальцевых кровлях, может быть как штучной, так и рулонной;
- Волнистые битумные листы (ондулин) — листы из картона с битумной пропиткой по форме напоминают шифер;
- Деревянные кровли (тёс, дранка, гонт) недорогие по материалу, экологичные, позволяют дышать стропильной конструкции, но требуют высокой квалификации кровельщика;
- Кровля из натурального камня (сланцевые), практически неограниченный срок службы;
- Медь — очень стойкий материал и без дополнительной обработки. Она устойчива к погодным явлениям и прочим воздействиям окружающей среды. На меди образуется покрытие, состоящее в основном из оксидов, которое защищает металл от коррозии;
- Титан-цинк (цинк-титан) — современный кровельный материал. Экономически он достаточно выгоден, поскольку дешевле меди, а по своим эстетическим характеристикам приближен к лужёной меди. Внешне кровли из титан-цинка и лужёной меди будут выглядеть практически одинаково. Срок службы фальцевых кровель из титан-цинка достигает 140 лет и более;
- Алюминий — надёжный и перспективный материал для выполнения кровельных работ. Покрытие листов специальным полимером обеспечивает длительный срок службы и необходимый цвет кровли. Небольшой вес алюминиевой кровли позволяет снизить требования к несущим конструкциям, что снижает стоимость строительства объекта. Срок службы алюминиевой кровли не меньше, чем кровли из меди. Это 100—150 лет;
- Пергамин — беспокровный материал, получаемый путём пропитки кровельного картона мягкими нефтяными битумами. Применяют его как подкладочный материал;
- Толь — получают путём пропитки кровельного картона каменноугольными или сланцевыми дёгтевыми материалами и последующей посыпки его одной или двух сторон минеральным порошком. Используют его при устройстве кровель;
- Тростниковые, соломенные, дерновые кровли (или из прочих местных материалов);
- Керамопласт Основой для производства данного продукта служит полимер со специальной добавкой, которая представляет собой природный ингредиент, с великолепными армирующими свойствами. Представляет собой волнистые листы достаточно жёсткие, но при этом лёгкие.

Черепица:
- Керамическая кровельная черепица, практически неограниченный срок службы. Тяжёлая черепичная кровля стабилизирует крышу, гасит шум дождя и ветра. Благодаря большой тепловой инерции черепичная кровля, нагревшись днем на солнце, после его захода медленно и долго отдаёт накопленное тепло, создавая под кровлей воздушный поток, проветривающий и просушивающий конструкцию крыши. Таким свойством обладает только натуральная черепица;
- Металлочерепица имитирует керамическую черепицу, но не утяжеляет конструкцию, при этом у неё худшие показатели по теплоизоляции и шумоизоляции (например, во время дождя), способна накапливать статическую энергию, а значит, требуется заземление;
- Битумная черепица (гибкая черепица, мягкая черепица) — это кровельный материал, изготовленный на основе стекловолокна методом пропитки битумом и присыпкой каменного гранулята, много вариантов по цвету и типоразмерам. Черепица проста в монтаже, бесшумна и не имеет свойства накапливать статическую энергию;
- Цементно-песчаная черепица обладает многими свойствами керамической, но значительно дешевле;
- Композитная черепица (металлочерепица с каменной посыпкой) представляет собой многослойный кровельный лист из стали, с двух сторон покрытый алюцинковым сплавом. В роли декоративного и защитного покрытия выступает крошка из натурального камня, сверху покрытая слоем матовой глазури;
- Полимерпесчаная черепица — кровельный материал, изготовленный на основе песка и специальных полимерных компонентов, а также красителя, добавляемого для придания кровле окраса. Имеет высокий уровень прочности, благодаря полимерным составляющим не подвержена раскалыванию при ударных, статических и температурных нагрузках.

Для кровли с уклоном 22°–15° оптимальны: металлическая черепица, профлист, керамическая черепица, шифер, сланец, битумная кровля. 
Для крыш с наклоном 12°–7° всё-ещё можно применять металлочерепицу и кровельный профнастил.
Для крыш с уклоном 7°–5° лучшим вариантом будут битумные покрытия или фальцевая черепица. 
На крышах, угол наклона которых меньше 5°, рекомендовано укладывать рулонные кровельные материалы.